# Lomsmurens naturreservat
Lomsmurens naturreservat är ett naturreservat i Gävle kommun och Sandvikens kommun i Gävleborgs län.
Området är naturskyddat sedan 2020 och är 756 hektar stort. Reservatet ligger mellan Valbo och Hedesunda och omfattar Lomsjön  samt ett våtmarksområde med anslutande skogar.